# Сокол (Силістринська область)
Соко́л (болг. Сокол) — село в Силістринській області Болгарії. Входить до складу общини Главиниця.

## Населення
За даними перепису населення 2011 року у селі проживали 334 особи.
Національний склад населення села:
| Національність   | Кількість осіб | Відсоток |
| ---------------- | -------------- | -------- |
| болгари          | 268            | 92,1%    |
| турки            | 20             | 6,9%     |
| цигани           | 0              | 0%       |
| інша             | 3              | 1,0%     |
| не визначились   | 0              | 0%       |
| Всього відповіли | 291            |          |

Розподіл населення за віком у 2011 році:
Динаміка населення: